# Liolaemus torresi
Espèce
Synonymes
- Phrynosaura torresi Núñez, Navarro, Garín, Pincheira-Donoso & Meriggio, 2003

Liolaemus torresi est une espèce de sauriens de la famille des Liolaemidae.

## Répartition
Cette espèce est endémique du Nord du Chili.

## Description
C'est un saurien vivipare.

## Publication originale
- Núñez, Navarro, Garín, Pincheira-Donoso & Meriggio, 2003 : Phrynosaura manueli y Phrynosaura torresi, nuevas especies de lagartijas para el norte de Chile (Squamata: Sauria). Boletín del Museo Nacional de Historia Natural, Chile, vol. 52, p. 67-88.